# Szatanie Stawki

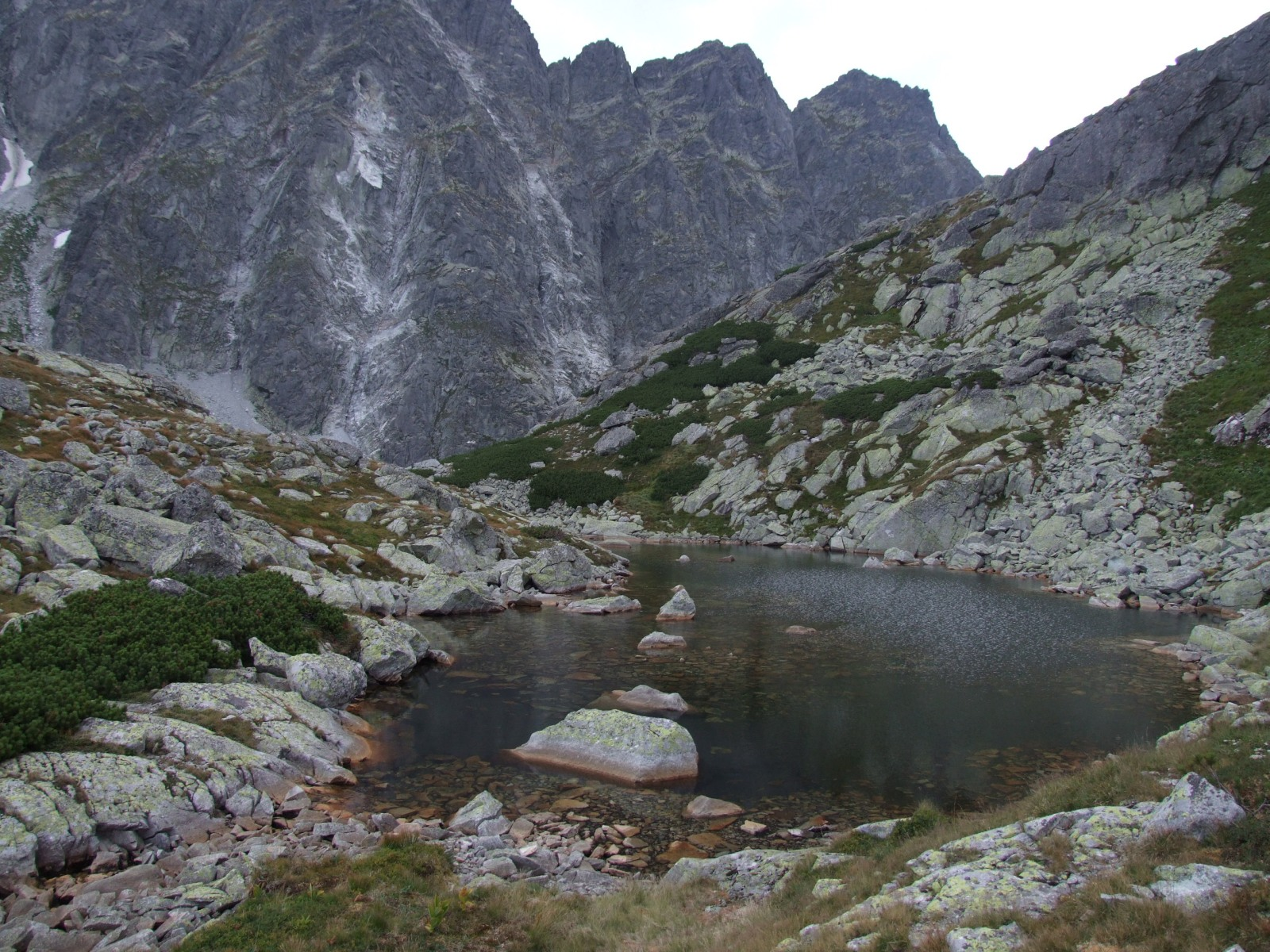
Jeden z Szatanich Stawków na tle Grani Baszt

Szatanie Stawki (słow. Satanie plieska) – dwa niewielkie stawy znajdujące się na skalisto-trawiastym grzbiecie poniżej Hińczowej Kopki w Dolinie Mięguszowieckiej w słowackich Tatrach Wysokich.
Szatanie Stawki są różnie i często nieprawidłowo lokalizowane. Witold Henryk Paryski w 10 tomie przewodnika wspinaczkowego, oraz Ivan Bohuš podają, że w Dolince Szataniej są dwa stawki. Władysław Cywiński mimo usilnych poszukiwań stawków tych nie znalazł. Znalazł natomiast dwa stawki na południowym grzbiecie Hińczowej Kopki, hydrologicznie poza Doliną Szatanią. Według niego to są Szatanie Stawki. Jeden z nich jest stały, drugi wysychający. Na słowackich mapach też różnie były one opisywane. Na mapie wydawnictwa Harmanec z 1934 r. jest zaznaczony jeden stawek Satanove pleso, na jej wersji z 1993 r. są dwa Satanove plieska. Lokalizacja niewysychającego stawku na mapie z 1993 r. jest prawidłowa. Szatanie Stawki zaznaczone są również na polskiej mapie Polkartu. Znajdują się po zachodniej stronie szlaku prowadzącego dnem Doliny Mięguszowieckiej.
Szatanie Stawki są bezodpływowe, wypełniają zagłębienia pomiędzy zwałami głazów. Nie są widoczne z żadnego miejsca szlaku turystycznego.